# 8741 Suzukisuzuko
A 8741 Suzukisuzuko (ideiglenes jelöléssel 1998 BR8) a Naprendszer kisbolygóövében található aszteroida. Kobajasi Takao fedezte fel 1998. január 25-én.